# Adi Gotlieb
Adi Gotlieb (in ebraico אדי גוטליב‎?; Karmiel, 16 agosto 1992) è un ex calciatore israeliano, di ruolo difensore.

## Carriera

### Club

#### Hapoel Akko
Gotlieb ha cominciato la carriera con la maglia dello Hapoel Akko.

### Nazionale
Gotlieb è stato convocato nella nazionale israeliana Under-21 dal commissario tecnico Guy Luzon, in vista del campionato europeo di categoria 2013.